# Bankan Tey Dogon
Le dogon bankan tey, d'abord appelé dogon walo-kumbe d'après les deux principaux villages où il est parlé, également connus sous le nom de walo et walonkore, est une langue dogon divergente, récemment décrite, parlée au Mali. Elle est signalée pour la première fois en ligne par Roger Blench, qui indique qu'elle est « clairement apparentée au nanga », qui n'est connu que par un rapport datant de 1953.
Un troisième village étudié à l'époque, Been, parle une forme apparentée mais lexicalement distincte, le Ben Tey Dogon,,,.